# Fallais
Fallais (en wallon Falå) est une section de la commune belge de Braives située en Région wallonne dans la province de Liège.

## Géographie
Fallais est situé entre les régions agricoles du Condroz et de la Hesbaye. Fallais possède un hameau au riche patrimoine : Pitet. Le village est traversé par la Mehaigne. Le village est concentré à proximité de celle-ci. De vaste openfields prennent place sur les plateaux entourant le village.  
On peut distinguer trois quartiers dans Fallais. Tout d'abord Pitet, situé de l'autre côté du bois du moulin, mais aussi Fallais "Rive gauche" ainsi que Fallais "Rive droite". Comme leur nom l'indique ces deux quartiers sont situés de part et d'autre de la Mehaigne. 

Fallais "Rive gauche" comporte le centre historique du village rassemblé autour de l'église. Tandis qu'à Fallais "Rive droite" se trouve l'école communale et le centre sportif qui y est adossé. Mais également le Château de Fallais.

## Démographie
- Sources:INS, Rem:1831 jusqu'en 1970=recensements, 1976= nombre d'habitants au 31 décembre

## Histoire
Fallais était jadis un des huit villages faisant partie de ce qu’on appelait les « Terres de rédemption ».
C’était une commune à part entière avant la fusion des communes de 1977. À partir de cette date, il intègre la commune de Braives. 

## Patrimoine et culture

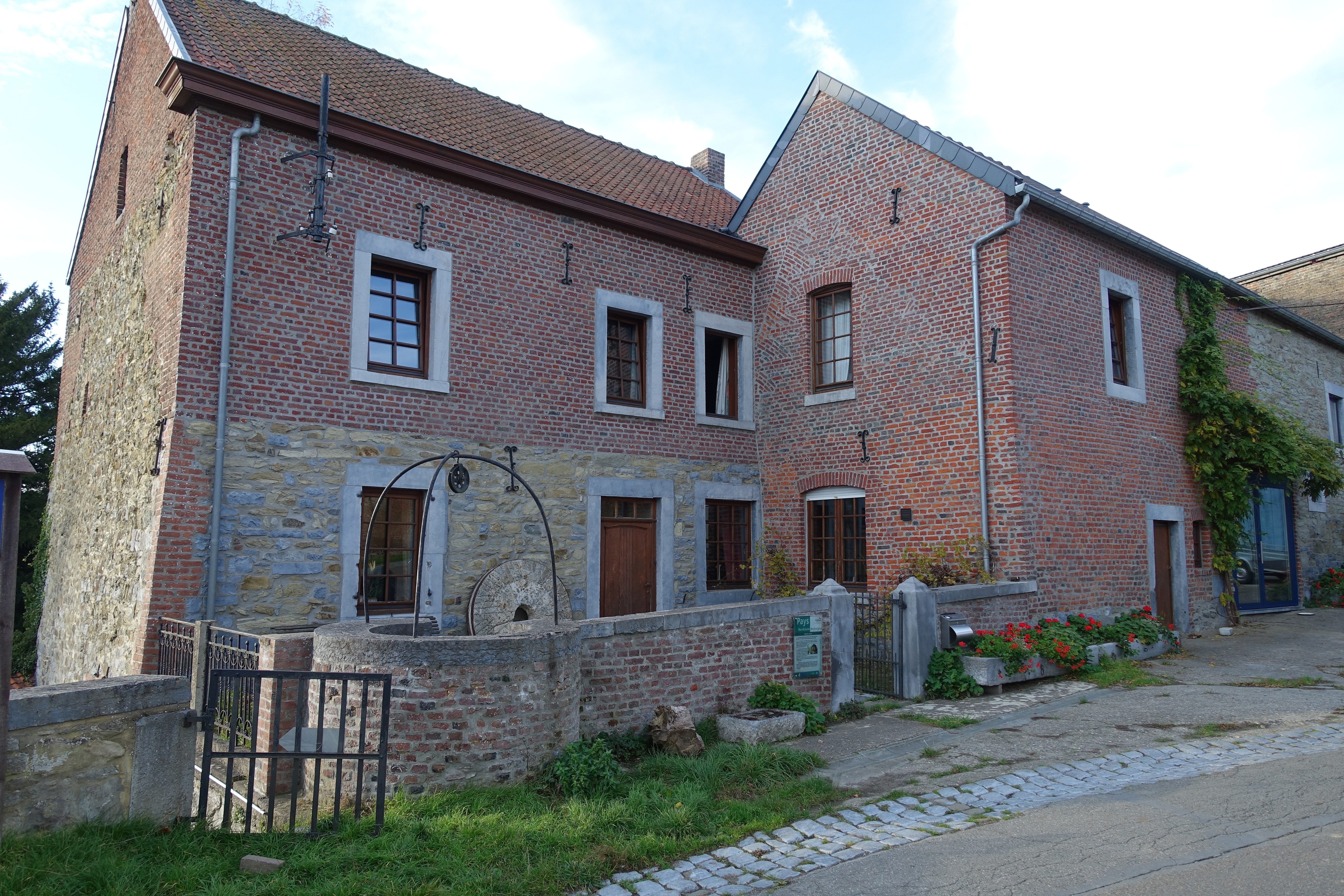
Moulin banal de Fallais - côté rue.
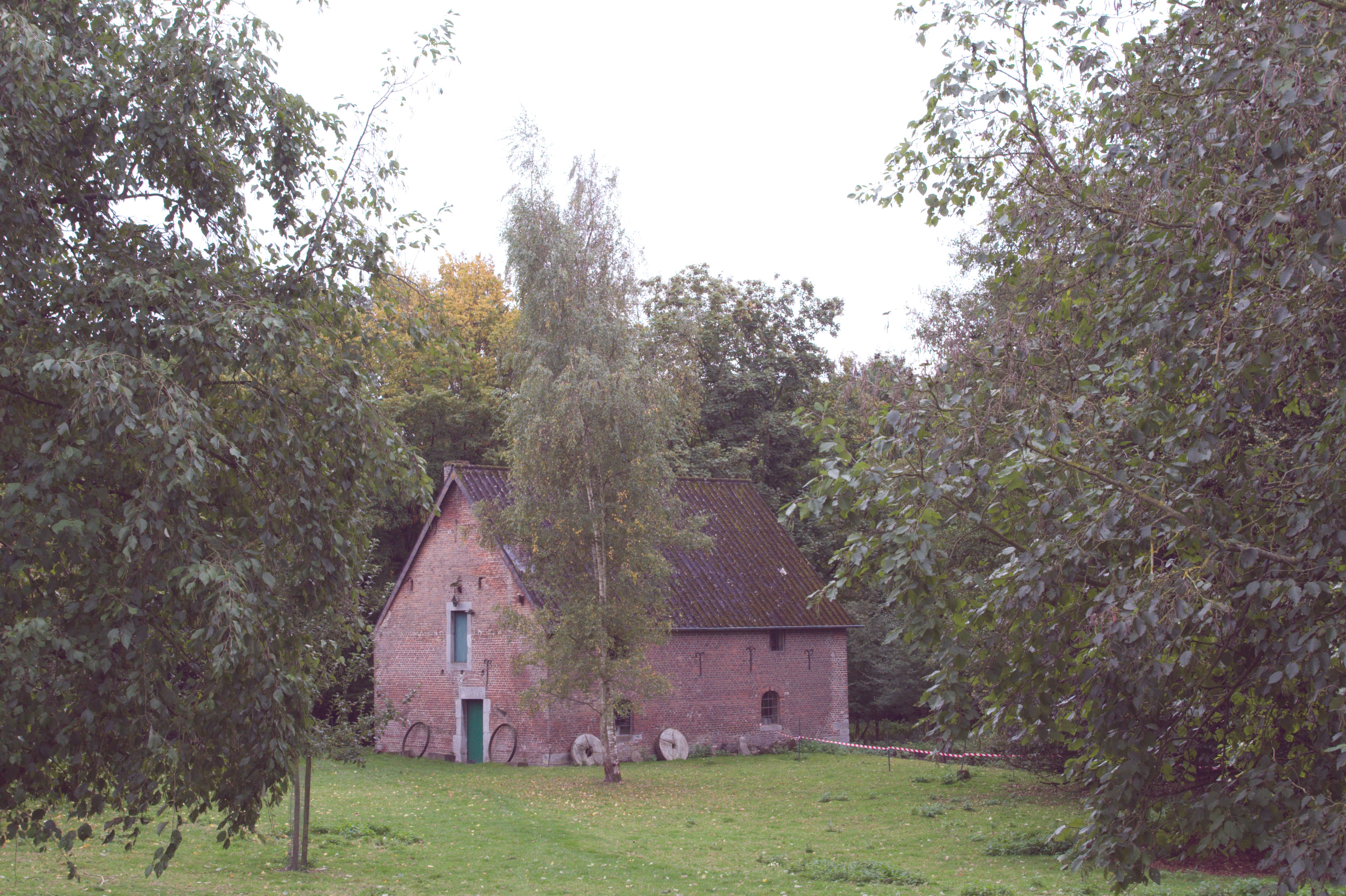
Moulin 'Li Stwerdu'.
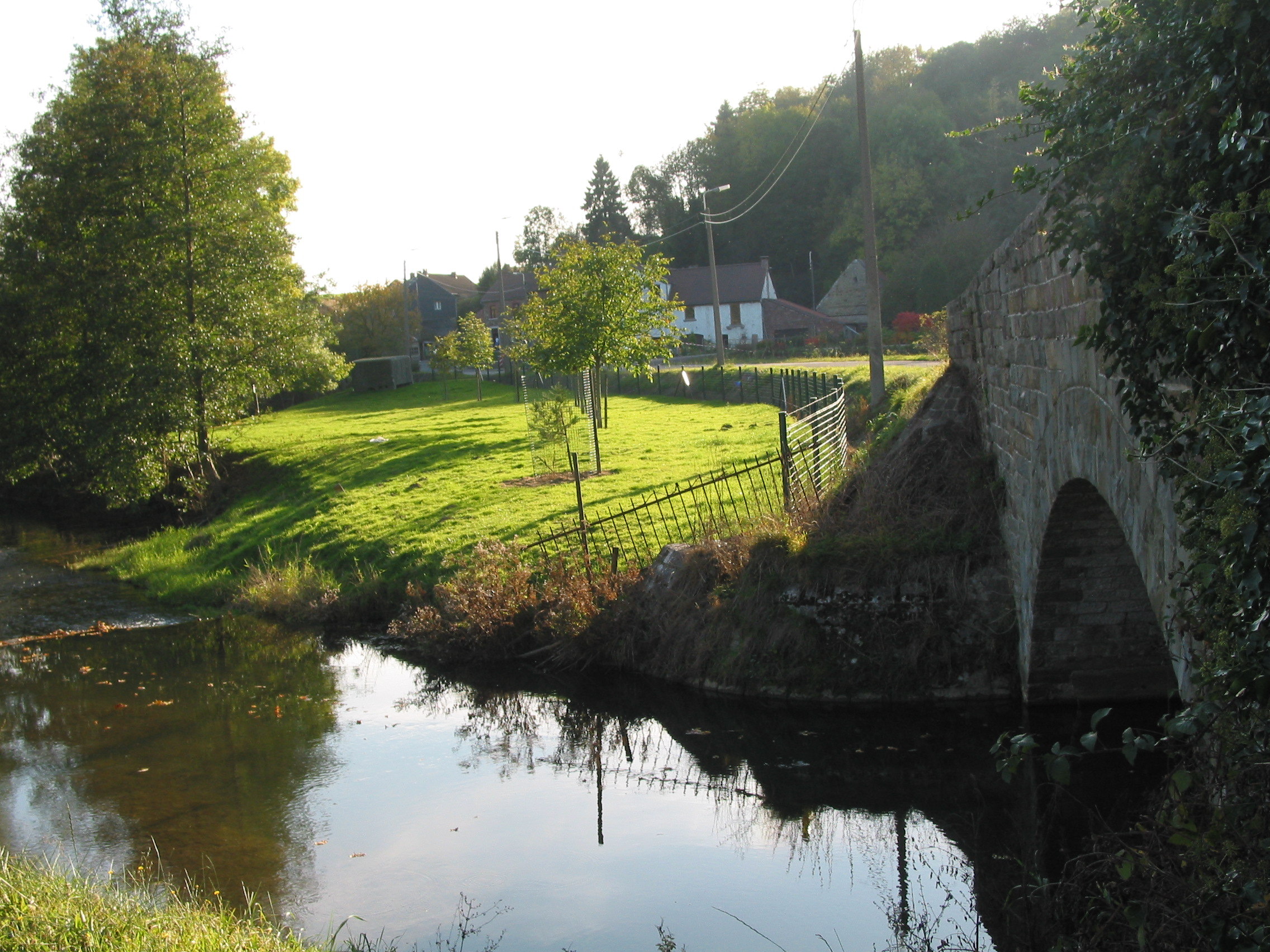
Pitet, le pont sur la Mehaigne.